# Ilie Sánchez
Ilie Sánchez Farrés (ur. 12 sierpnia 1990 w Barcelonie) – hiszpański piłkarz występujący na pozycji pomocnika w Los Angeles FC.